# Darcie Dohnal
Darcie Dohnal, po mężu Sharapova; (ur. 28 czerwca 1972) – amerykańska łyżwiarka szybka, specjalistka short tracku, srebrna medalistka olimpijska (1992), brązowa medalistka zimowej uniwersjady (1993).
Podczas igrzysk olimpijskich w Albertville wystąpiła w biegu sztafetowym na 3000 m kobiet. Wraz z Amy Peterson, Cathy Turner i Nikki Ziegelmeyer zdobyła srebrny medal olimpijski, ustępując tylko zawodniczkom z Kanady.
W 1993 roku zdobyła brązowy medal zimowej uniwersjady w Zakopanem w sztafecie kobiet.
Jej rekordy życiowe na poszczególnych dystansach wynoszą: 47,60 na 500 m (13 stycznia 1990, Butte), 1:36,75 na 1000 m (15 stycznia 1990, Butte), 2:28,58 na 1500 m (14 stycznia 1990, Butte), 5:20,40 na 3000 m (30 grudnia 1989, West Allis).